# David Balcombe Wingate

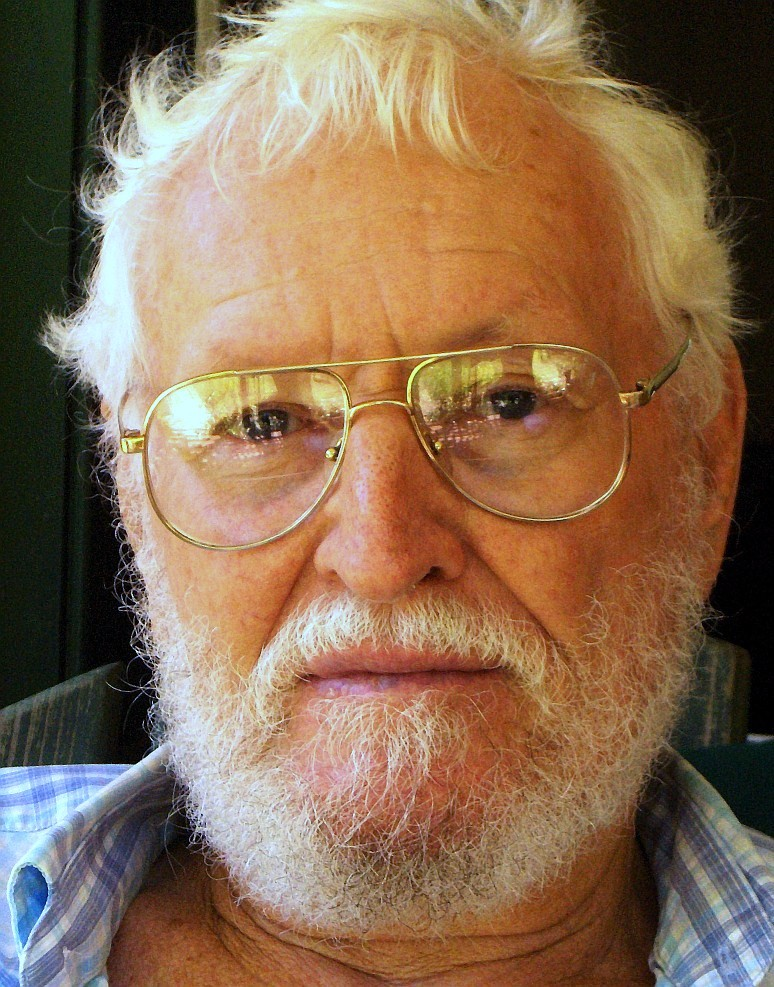
Dr. David B. Wingate

David Balcombe Wingate (* 11. Oktober 1935 in Smith’s Parish, Bermuda) ist ein bermudischer Ornithologe und Naturschützer.

## Leben
1951 gehörte Wingate neben Robert Cushman Murphy (1887–1973) und Louis Septeme Mowbray (1909–1976) zu dem Team, das den Bermuda-Sturmvogel wiederentdeckte. Anschließend studierte er Zoologie an der Cornell University. Nach seiner Rückkehr nach Bermuda übernahm er den Posten des Chief Conservation Officer (Leiter der Naturschutzbehörde), aus dem er sich im Jahre 2000 zurückzog. Seine lebenslangen Bemühungen, den Bermuda-Sturmvogel vor der Ausrottung zu bewahren, führten zum Nonsuch-Island-Projekt. Wingate und seine älteste Tochter Janet errichteten auf der kargen Insel Nonsuch Island ein Freilichtmuseum und stellten die präkoloniale Ökologie wieder her. Während dieses Prozesses wurden der Bermuda-Sturmvogel und einige andere Arten wiederangesiedelt. Zuvor bereits mit anderen Preisen geehrt, wurde er 2001 für sein öffentliches Wirken als Member des Order of the British Empire (MBE) ausgezeichnet.
Wingate hat drei Töchter. Seine älteste Tochter Janet schrieb 2005 über das Nonsuch-Island-Projekt eine pädagogische Autobiographie.